# خلیج بایرون، نیو ساوت ولز
خلیج بایرون (به انگلیسی: Byron Bay) یک شهرک در استرالیا است که در نیو ساوت ولز واقع شده‌است.
بایرون بی بخشی از کالدرای فرسایشی یک آتشفشان سپری باستانی به نام آتشفشان توید است که ۲۳ میلیون سال پیش فوران کرد. این آتشفشان در نتیجه حرکت صفحه هند-استرالیا بر روی نقطه گرم استرالیا شرقی شکل گرفت. اگرچه در ابتدا به عنوان خلیج شناخته می‌شد، از نظر زمین‌شناسی آن را باید «خلیج‌چه» دانست زیرا زاویه خم از دماغه بایرون تا دماغه هستینگز کمتر از ۲۵ درجه است.
بایرون بی دارای آب و هوای معتدل و مرطوب نیمه‌گرمسیری (Cfa بر اساس طبقه‌بندی آب و هوای کوپن) با تابستان‌های گرم و زمستان‌های معتدل است. در زمستان، دمای حداکثر روزانه معمولاً به ۱۹٫۴ درجه سانتی‌گراد و حداقل به ۱۲ درجه سانتی‌گراد می‌رسد. تابستان می‌تواند گرم باشد و دمای متوسط روزانه۴ درجه سانتی‌گراد باشد.
این شهر یک مکان تفریحی است که در بین گردشگران داخلی و خارجی، به‌ویژه کوله‌گردها، محبوبیت دارد. بایرون بی چندین ساحل دارد که برای موج‌سواری مشهور هستند و مناظر آن توجه چتربازان را جلب می‌کند. مسیر Oceanway به بازدیدکنندگان اجازه می‌دهد تا از مرکز شهر تا فانوس دریایی کیپ بایرون پیاده‌روی و دوچرخه‌سواری کنند.
باشگاه موج‌سواری بایرون بی قدیمی‌ترین باشگاه ورزشی فعال است؛ این باشگاه یکی از باشگاه‌های موج‌سواری پیشرو در استرالیا بوده و بیش از ۱۰۵ سال به‌طور مداوم در حال فعالیت است. باشگاه راگبی لیگ «بایرون بی رد دیولز» و تیم فوتبال استرالیایی «بایرون مگپایز» نیز به خوبی شناخته شده‌اند.
در سال ۲۰۲۲، شرکت Screenworks اولین استودیوی فیلم‌سازی تخصصی Northern Rivers به نام Byron Studios را در بایرون بی راه‌اندازی کرد.
در بایرون بی چندین بازار منظم وجود دارد، از جمله بازار هفتگی کشاورزان در مرکز کاوانبا، جایی که بیش از ۷۰ کشاورز محلی در روزهای پنج‌شنبه محصولات تازه خود را عرضه می‌کنند. اولین یکشنبه هر ماه در همان مکان بازار عمومی بایرون برگزار می‌شود و از اکتبر تا عید پاک بازار هنری در پارک راه‌آهن در روزهای شنبه برگزار می‌شود. بازارهای ساحلی تخصصی سه‌گانه در ژانویه، عید پاک و سپتامبر برگزار می‌شوند.